# Лавров, Николай Николаевич
Николай Николаевич Лавров (1 (13) февраля 1889, Елец, Орловская губерния, Российская империя — 9 января 1960, Подмосковье, СССР) — советский ботаник, миколог, микробиолог. Доктор биологических наук, профессор Томского государственного университета.

## Образование
Отец — Николай Андреевич (1853—1940), чиновник, служил регистратором в елецкой казённой палате, после революции работал счетоводом в горсовете. Мать — Любовь Ивановна (урождённая Успенская, 1860—1913), домохозяйка. Николай был вторым ребёнком из семи детей Лавровых. Он учился в Елецком городском училище, с 1899 по 1907 год — в классической гимназии. Был отличником учёбы, с третьего класса занимался репетиторством по математике и латыни. Лавров в 1907 году поступил на горный факультет Томского технологической института (ТТИ). Окончил его в 1912 году, получив специальность горного инженера. Тема дипломной работы — угледобыча. После получения диплома работал на должности землемера в Томском переселенческом управлении, одновременно с этим продолжал учиться в институте на химическом факультете. В 1913 году окончил его с отличием, получил специальность инженера-химика со специализацией в технической микробиологии. Дипломный проект выполнил под руководством Сапожников, В. В. и В. Ф. Семёнова по технике брожения.
После получения диплома Лаврова звали на место стипендиата для подготовки к профессорскому званию сразу от трёх кафедр: химической технологии органических веществ (профессор В. Н. Джонс), геодезии и маркшейдерского искусства (профессор П. К. Соболевский) и химической технологии питательных веществ (профессор С. В. Лебедев). Поскольку научная тема последней была связана с интересными ему микологией и микробиологией, Лавров сделал выбор в её пользу. В 1913—1916 годах он занимался исследованиями под руководством профессора Лебедева и сдал магистерский экзамен на право занять кафедру химической технологии и металлургии, но решил перейти в Томский университет (ТУ, затем ТГУ), чтобы продолжить исследование малоизученной сибирской микофлоры.

## Научная и педагогическая деятельность
С августа 1916 года Лавров работал в Томском университете старшим ассистентом профессора Сапожникова, читавшего там курс микробиологии и ботаники. В 1917 году он прочитал доклад о сибирских возбудителях лимоннокислого брожения на заседании Томского отделения Русского ботанического общества. В 1919 году Лавров участвовал в организации Института исследования Сибири, где был секретарём секции ботаники и почвоведения и членом комиссии по организации промышленно-технического отдела. С 20 марта 1919 года он получил должность ассистента по курсу ботаники. В мае 1919 года Лавров был мобилизован в Русскую армию Колчака, до сентября того же года служил рядовым 5-го Томского сибирского стрелкового полка. 1 апреля 1920 года он стал преподавателем по курсу технической ботаники, 15 сентября 1923 года — исполняющим должность доцента Томского технологического института. С 8 апреля 1926 года по 31 декабря 1931 года — доцент, заведующий кафедрой ботаники и технической микробиологии Сибирского технологического института (бывший ТТИ, в 1930 году кафедра вошла в новый Сибирский химико-технологический институт). Одновременно с 15 сентября 1923 года Лавров был исполняющим обязанности доцента кафедры прикладной ботаники Томского университета. 2 ноября 1928 года стал доцентом, заведующим основанной им кафедрой микробиологии и фитопатологии (впоследствии кафедра систематики низших растений) в Томском университете.
С 1 апреля 1932 года Лавров — штатный доцент, а с 1933 года — исполняющий должность профессора, заведующий кафедрой систематики низших растений. В 1933—1934 годах — декан биологического факультета. 29 октября 1937 года Высшая аттестационная комиссия утвердила Лаврова в звании профессора. Помимо работы в Томском университете преподавал в ряде вузов Томска. В 1935—1941 годах действительный член Биологического научно-исследовательского института, заведующий отделом систематики низших растений, организатор и руководитель лаборатории по борьбе с грибами — разрушителями древесины. В 1923—1940 годах Лавров был консультантом Томской станции защиты растений. В 1946—1947 годах он руководил отделом защиты растений Сибирского ботанического сада при ТГУ. В 1951 году кафедра низших растений ТГУ была объединена с кафедрами высших растений и геоботаники в кафедру ботаники, на которой Лавров получил должность профессора.
В ноябре 1947 года Лавров защитил в Ботаническом институте АН СССР докторскую диссертацию на тему «Микофлора злаков Сибири. Флора грибов и слизевиков Сибири». Лавров выявил и описал более 50 новых видов грибов, в основном головневых и ржавчинных. При изучении хлебных злаков им был открыт рядов новых паразитических грибов. Всего за время работы в Томском университете Лавров описал около 7500 видов грибов, обитающих на растительных субстратах, указал меры борьбы с вредными видами.
1 сентября 1951 года Лавров уволился из ТГУ, переехал из Томска в Подмосковье, поселился в селе Горышкино Кунцевского района Московской области. Несколько лет продолжал заниматься исследованиями дома. С 1956 по 1959 год он заведовал лабораторией лесной фитопатологии.

## Труды
- Задачи микробиологического исследования Сибири // Труды Съезда по организации Института исследования Сибири. Томск, 1919 — Электронный ресурс: vital.lib.tsu.ru.;
- Материалы к микофлоре низовьев реки Енисея и островов Енисейского залива // Известия Томского университета. 1926. Том 77. Выпуск 2;
- Новый сибирский ржавчинник Puccmia Reverdattoana, Томск, 1926 — Электронный ресурс: vital.lib.tsu.ru.;
- Материалы к микофлоре низовьев рек Енисея и островов Енисейского залива, Томск, 1926;
- Ржавчина хлебных злаков в пределах бывшей Томской губернии и Алтая, Томск, 1926;
- Материалы для флоры слизевиков Сибири: 1. Слизевики окрестностей гор. Томска // Известия Томского отделения Русского ботанического общества. 1927. Том 2;
- Слизевики Северного и Центрального Алтая // Известия Томского отделения Русского ботанического общества. 1931. Том 3;
- Определитель растительных паразитов культурных и дикорастущих полезных растений Сибири Выпуск 1. Томск, 1932 — Электронный ресурс: vital.lib.tsu.ru.;
- Флора грибов и слизевиков Сибири и смежных областей Европы, Азии и Америки. Выпуск. 1-5 // Труды БИН. 1937. Том 3. Выпуски 1, 2; Труды ТГУ. 1948. Том 104 — Электронный ресурс: vital.lib.tsu.ru; Труды ТГУ. 1951. Том 110 — Электронный ресурс: vital.lib.tsu.ru; Труды ТГУ. 1951. Том 113 — Электронный ресурс: vital.lib.tsu.ru.;
- Болезни зерновых культур в Томской области и меры борьбы с ними // Труды ТГУ. 1951. Том 114 — Электронный ресурс: vital.lib.tsu.ru.